# Imeroherpia laubieri
Imeroherpia laubieri is een Solenogastressoort uit de familie van de Imeroherpiidae. De wetenschappelijke naam van de soort is voor het eerst geldig gepubliceerd in 2002 door Handl.